# Ante Pavelić (1869-1938)
Ante Pavelić (Gospić, 19 maggio 1869 – Zagabria, 11 febbraio 1938) è stato un politico croato.

## Biografia

### L'esordio in politica
Nel 1897, dopo aver conseguito la laurea in medicina a Vienna, intraprese la professione di odontoiatra a Zagabria. Nel 1906, fu eletto deputato del Regno di Croazia e Slavonia per il Partito Croato dei Diritti (Hrvatska stranka prava, HSP), un partito politico di stampo nazionalista che aspirava alla completa autonomia e all'unificazione territoriale della Croazia all'interno dell'Impero austro-ungarico.
Fin dall'inizio della sua carriera politica, Pavelić aderì alla corrente indipendentista e rivoluzionaria dell'HSP che faceva capo a Mile Starčević (1862-1917), nipote del politico e scrittore Ante Starčević (1823-1896). Questa corrente contestava la posizione di maggioranza nel partito, espressa dal leader dell'HSP Josip Frank (1844-1911), che era orientata alla ricerca di un compromesso con il governo ungherese in cambio di una più larga autonomia.

### Alla guida del Partito del diritto di Starčević
Nel 1908, il contrasto tra le due fazioni condusse l'HSP ad una scissione e il gruppo parlamentare di minoranza si costituì come partito autonomo sotto il nome di Partito del diritto di Starčević (Starčevićeva stranka prava). Nel 1917, alla morte di Starčević, Ante Pavelić assunse la carica di presidente del partito. In linea con la sua impostazione nazionalista e crescentemente panslavista, il nuovo partito si opponeva in parlamento alla Coalizione serbo-croata (Hrvatsko-srpska koalicija), il maggiore partito del Regno di Croazia e Slavonia, fautore di una cooperazione tra serbi e croati rigorosamente all'interno dell'istituzione imperiale (Austroslavismo).
L'opposizione nei confronti della Coalizione raggiunse il suo culmine con l'adesione del partito di Pavelić alla Dichiarazione di maggio (maggio 1917) del Club jugoslavo (Jugoslavenski klub), al Reichsrat di Vienna, che caldeggiava l'unificazione di tutti gli slavi del sud in un unico organismo statale, seppure ancora formalmente sotto la corona asburgica, in contrasto con la posizione della Coalizione che si limitava alla richiesta dell'unione delle terre dalmate con la Croazia-Slavonia.

### Dalla dissoluzione dell'Austria-Ungheria al regno di Jugoslavia
Alla fine della prima guerra mondiale fu vicepresidente del Consiglio Nazionale degli Sloveni, dei Croati e dei Serbi, organo governativo dello Stato degli Sloveni, dei Croati e dei Serbi (29 ottobre -1º dicembre 1918): uno stato secessionista costituitosi in seguito alla dissoluzione dell'Impero austro-ungarico e confluito ben presto nel Regno di Serbia con cui avrebbe costituito il Regno dei Serbi, dei Croati e degli Sloveni.